# Двигатель Toyota B
Toyota B — серия рядных четырёхцилиндровых дизельных двигателей внутреннего сгорания, выпускаемых японской компанией Toyota с 1972 года.

## Особенности
| Код     | Объём (см3) | Диаметр цилиндра (мм) | Ход поршня (мм) | Прямой впрыск | Турбонаддув | Интеркулер | Мощность                            | Крутящий момент         |
| ------- | ----------- | --------------------- | --------------- | ------------- | ----------- | ---------- | ----------------------------------- | ----------------------- |
| B       | 2977        | 95                    | 105             |               |             |            | 60 кВт (80 л. с.) при 3600 об/мин   | 191 Н·м при 2200 об/мин |
| 11B     | 2977        | 95                    | 105             | есть          |             |            |                                     |                         |
| 2B      | 3168        | 98                    | 105             |               |             |            | 69 кВт (93 л. с.) при 2200 об/мин   | 215 Н·м при 2200 об/мин |
| 3B      | 3432        | 102                   | 105             |               |             |            | 67 кВт (90 л. с.) при 3500 об/мин   | 217 Н·м при 2000 об/мин |
| 13B     | 3432        | 102                   | 105             | есть          |             |            |                                     |                         |
| 13B-T   | 3432        | 102                   | 105             | есть          | есть        |            | 89 кВт (120 л. с.) при 3400 об/мин  | 217 Н·м при 2200 об/мин |
| 4B      | 3661        | 102                   | 112             |               |             |            |                                     |                         |
| 14B     | 3661        | 102                   | 112             | есть          |             |            | 72 кВт (98 л. с.) при 3400 об/мин   | 240 Н·м при 1800 об/мин |
| 14B-T   | 3661        | 102                   | 112             | есть          | есть        |            |                                     |                         |
| 15B-F   | 4104        | 108                   | 112             | есть          |             |            | 86 кВт (115 л. с.) при 3200 об/мин  | 290 Н·м при 2000 об/мин |
| 15B-FTE | 4104        | 108                   | 112             | есть          | есть        | есть       | 114 кВт (153 л. с.) при 3200 об/мин | 382 Н·м при 1800 об/мин |

## B
B является 3,0-литровым рядным четырёхцилиндровым восьмиклапанным (OHV) дизельным двигателем со степенью сжатия 21:1. Мощность составляет 59 кВт (80 л. с.) при 3600 об/мин, а крутящий момент — 191 Н⋅м при 2200 об/мин. У двигателей поздних выпусков мощность была увеличена до 63 кВт (85 л. с.), а крутящий момент — до 196 Н⋅м. С августа 1988 года двигатель назывался B-II и имел тот же блок цилиндров, что и 11B.

### Устанавливался на
- Land Cruiser 40
- Dyna (3, 4 и 5 поколения)
- Toyoace (5 поколение)
- Daihatsu Delta (V9/V12)
- 1978 Hino Ranger 2 (V10)

## 2B
2B является 3,2-литровым рядным четырёхцилиндровым восьмиклапанным (OHV) дизельным двигателем со степенью сжатия 21:1. Мощность составляет 68 кВт (93 л. с.) при 2200 об/мин, а крутящий момент — 215 Н⋅м при 2200 об/мин.

### Устанавливался на
- Land Cruiser (BJ41/44 JDM)[6][7]
- Coaster (BB10/11/15)

## 3B
3B является 3,4-литровым рядным четырёхцилиндровым восьмиклапанным (OHV) дизельным двигателем со степенью сжатия 20:1. Мощность составляет 67 кВт (90 л. с.) при 3500 об/мин, а крутящий момент — 217 Н⋅м при 2000 об/мин. Оснащался как рядными, так и роторными ТНВД. С августа 1988 года двигатель назывался 3Bii и имел тот же блок цилиндров, что и 14B.

### Устанавливался на
- Dyna (4, 5 и 6 поколения)
- Toyoace (4 и 5 поколения)
- Land Cruiser 40/60/70
- Coaster (2 и 3 поколения)

## 4B
4B является 3,7-литровым рядным четырёхцилиндровым восьмиклапанным (OHV) дизельным двигателем с системой посредственного впрыска. Он устанавливался на автомобили Toyota на Японском внутреннем рынке. Выпускался с 1999 года.

## 11B
11B был выпущен в 1985 году. Представляет собой вариант двигателя B с непосредственным впрыском. Мощность составляет 66 кВт (90 л. с.), а крутящий момент — 206 Н⋅м. С августа 1988 года двигатель назывался Bii и 3Bii. 

## 13B
13B являлся вариантом двигателя 3B с непосредственным впрыском топлива. Его мощность составляет 74 кВт (100 л. с.), а крутящий момент — 235 Н⋅м.

### 13B-T
13B-T являлся вариантом двигателя 13B с турбонаддувом и степенью сжатия 17,6:1. Его мощность составляет 89 кВт (120 л. с.) при 2200 об/мин, а крутящий момент — 294 Н⋅м при 2000 об/мин.
В августе 1988 года 13B-T получил маховик на 8 болтов и распределительный вал большего размера. Все варианты оснащались ТНВД.
Производство завершилось в 1989 году.

#### Устанавливался на
- Land Cruiser (BJ71/74)

## 14B
14B является рядным четырёхцилиндровым восьмиклапанным (OHV) дизельным двигателем с прямым впрыском объёмом 3,7 л (3661 см3). Степень сжатия составляет 18:1. Все двигатели оснащены роторными ТНВД.

### Устанавливался на
- Toyota Dyna/Toyoace
- Toyota Coaster
- Toyota Bandeirante
- Daihatsu Delta (V11)

### 14B-T
Объём турбодвигателя 14B-T составляет 3,7 л (3661 см3), мощность — 103 кВт (140 л. с.) при 3400 об/мин, а крутящий момент — 333 Н⋅м. Компания Yamaha называла этот двигатель Yamaha ME372, а его мощность составляла 123 кВт (165 л. с.).

#### Устанавливался на
- Dyna/Toyoace

## 15B

### 15B-T
Двигатель 15B-T устанавливается на автомобили вооружённых сил Японии. Его объём составляет 4,1 л (4104 см3). Двигатель оснащён турбонаддувом Toyota CT26.

### 15B-F
15B-F является рядным четырёхцилиндровым шестнадцатиклапанным дизельным двигателем с клапанным механизмом OHV и непосредственным впрыском топлива. Диаметр цилиндра 108 мм, а ход поршня — 112 мм. Мощность составляет 86 кВт (115 л. с.) при 3200 об/мин, а крутящий момент — 290 Н⋅м при 2000 об/мин.

#### Устанавливался на
- 1993—1999 Coaster (4×4 BB58)
- 1996—1999 Toyota Dyna BU112

### 15B-FT
15B-FT является 4,1-литровым (4104 см3) рядным четырёхцилиндровым шестнадцатиклапанным дизельным двигателем с клапанным механизмом OHV, механическим впрыском, турбонаддувом и интеркулером. Диаметр цилиндра составляет 108 мм, а ход поршня — 112 мм. Мощность 101 кВт (136 л. с.)

#### Устанавливался на
- 05.1995—12.2002 Dyna (BU212L—TKMRX3)
- 1999—2003 Coaster (4×4 BB58)
- 1996—1999 Mega Cruiser (4×4 BXD20)
- Toyota Mega Cruiser (BXD10 )

### 15B-FTE
15B-FTE является 4,1-литровым (4104 см3) рядным четырёхцилиндровым шестнадцатиклапанным дизельным двигателем с клапанным механизмом OHV, электронным прямым впрыском, турбонаддувом и интеркулером. Диаметр цилиндра составляет 108 мм, ход поршня — 112 мм, степень сжатия — 17.8:1. Мощность составляет 114 кВт (153 л. с.) при 3200 об/мин, а крутящий момент — 382 Н⋅м при 1800 об/мин.

#### Устанавливался на
- 1999—2001 Mega Cruiser BXD20
- 2003—2006 Coaster (BB50—BB58)
- Mega Cruiser (BXD10)
- 1999—2011 Hino Dutro

### 1BZ-FPE
1BZ-FPE является газомоторным вариантом 15B-F с искровым зажиганием, который на некоторых азиатских рынках устанавливается на Toyota Dyna и Toyota Coaster. 